# 瓦森峰 (伯尔尼山)
46°29′52.7″N 8°9′56.8″E / 46.497972°N 8.165778°E

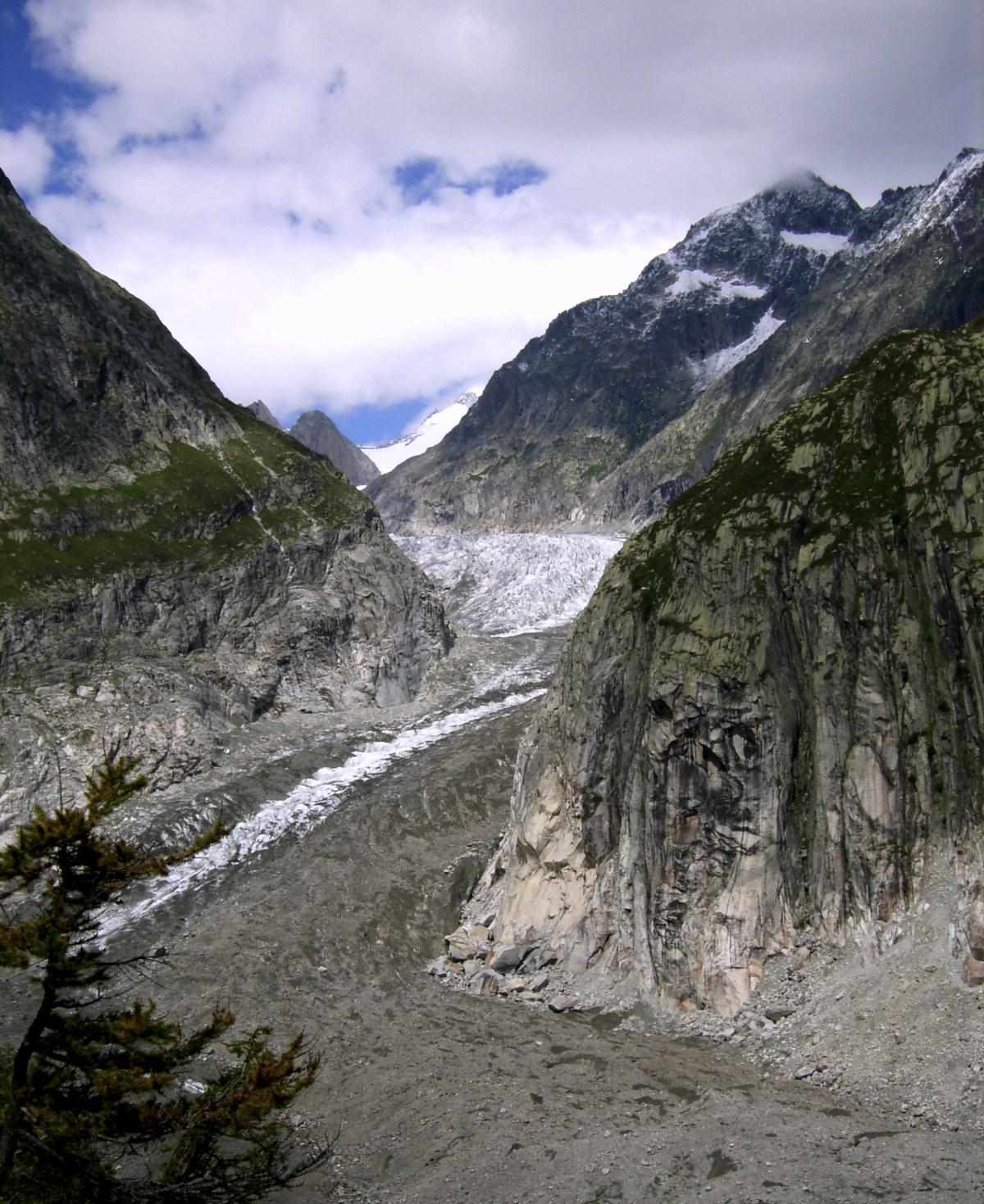

瓦森峰（德語：Wasenhorn）是瑞士瓦萊州的山峰，位於該國南部，屬於伯尔尼山的一部分，海拔高度3,447米，人類在1885年8月14日首次登頂。

## 外部連結
- Wasenhorn on Hikr （页面存档备份，存于）